# Portuguesa Fútbol Club
Il Portuguesa Fútbol Club è una società calcistica di Acarigua, Venezuela. Milita nella Segunda División Venezolana, la seconda divisione del campionato venezuelano di calcio.

## Storia
Fu fondato il 2 marzo 1972. Gioca le partite casalinghe presso lo stadio "José Antonio Páez" di Acarigua. È anche noto con il nome di El Penta, dovuto ai 5 titoli nazionali conquistati.
Il periodo di massimo splendore si ebbe negli anni settanta, conquistando cinque titoli nazionali e tre Coppe del venezuela. Nel 1998 retrocesse in Segunda División, rimanendovi fino alla stagione 2005/2006.

## Palmarès

### Competizioni nazionali
- Campionato venezuelano: 5

1973, 1975, 1976, 1977, 1978
- Coppa del Venezuela: 3

1973, 1976, 1977
- Segunda División: 2

2005-2006, 2013-2014

### Altri piazzamenti
- Copa Venezuela:

Finalista: 1991
- Segunda División:

Secondo posto: 2000-2001, 2011-2012
- Coppa Libertadores:

Semifinalista: 1977

## Competizioni CONMEBOL
- Coppa Libertadores:

1974: Primo turno
1975: Primo turno
1976: Primo turno
1977: Semi-Finale
1978: Primo turno
1979: Primo turno
1981: Primo turno
1984: Primo turno
- Coppa CONMEBOL

1997: Primo turno

## Rosa 2008/2009
| N. |                      | Ruolo | Calciatore               |
| -- | -------------------- | ----- | ------------------------ |
|    | Venezuela (bandiera) | P     | Juan Alvarez             |
|    | Venezuela (bandiera) | D     | Wilfrido Alvarado        |
|    | Venezuela (bandiera) | C     | Víctor Mendoza R.        |
|    | Venezuela (bandiera) | D     | Inmer González           |
|    | Argentina (bandiera) | A     | Gabriel Caiafa           |
|    | Venezuela (bandiera) | C     | Rene de Jesus Salazar    |
|    | Venezuela (bandiera) | P     | Robert Rivas             |
|    | Venezuela (bandiera) | C     | Manuel Rodríguez M.      |
|    | Venezuela (bandiera) | D     | Luís García Urbano       |
|    | Venezuela (bandiera) | A     | Carlos Alfonzo Rodríguez |
|    | Venezuela (bandiera) | A     | Pedro José Lucena        |
|    | Venezuela (bandiera) | C     | Johnny Lucena            |
|    | Venezuela (bandiera) | C     | Manuel Martínez G.       |
|    | Venezuela (bandiera) | P     | Andrés Ulloa             |

| N. |                      | Ruolo | Calciatore          |
| -- | -------------------- | ----- | ------------------- |
|    | Venezuela (bandiera) | C     | Francisco Pineda D. |
|    | Argentina (bandiera) | D     | Diego Bonelli       |
|    | Venezuela (bandiera) | D     | Freddy Reyes        |
|    | Venezuela (bandiera) | D     | Gustavo Rondón      |
|    | Venezuela (bandiera) | D     | Andersón Orozco     |
|    | Venezuela (bandiera) | D     | Raul González       |
|    | Venezuela (bandiera) | D     | Martín López        |
|    | Venezuela (bandiera) | C     | Juan Jara           |
|    | Paraguay (bandiera)  | C     | Walter Avalos       |
|    | Venezuela (bandiera) | A     | Juan Manuel Falcón  |
|    | Brasile (bandiera)   | A     | Leonardo Rocha      |
|    | Paraguay (bandiera)  | A     | Juan Benítez        |
|    | Venezuela (bandiera) | A     | Silvio Rivero       |